# Harpadon erythraeus
Harpadon erythraeus är en fiskart som beskrevs av Klausewitz, 1983. Harpadon erythraeus ingår i släktet Harpadon och familjen Synodontidae. Inga underarter finns listade i Catalogue of Life.